# بادي هارولد
بادي هارولد (بالإنجليزية: Paddy Harold)‏ هو مجدف أيرلندي، ولد في القرن العشرين.

## وصلات خارجية
- بادي هارولد على موقع أوليمبيديا (الإنجليزية)